# Cetățuia (Cioroiași), Dolj
Cetățuia este un sat în comuna Cioroiași din județul Dolj, Oltenia, România. Se află în partea de sud-vest a județului, în Câmpa Băileștilor. La recensământul din 2002 avea o populație de 129 locuitori.